# Konsulargerichtsbarkeit
Der Begriff Konsulargerichtsbarkeit, auch Konsularjurisdiktion oder konsularische Rechtsprechung genannt, bezeichnete die juristische Zuständigkeit der konsularischen Vertretung eines Herkunftslandes in einem Gastland für Rechtssachen, von denen Staatsbürger des Herkunftslandes beim Aufenthalt in dem Gastland betroffen waren. Sie stellte in der Praxis eine nahezu vollständige Immunität von Ausländern vor der Gerichtsbarkeit derjenigen Gastländer dar, in denen ihr Heimatland eine konsularische Rechtsprechung ausübte. Damit war sie eine Ausnahme zu dem als Territorialitätsprinzip bezeichneten Grundsatz, dass alle Personen der Rechtsprechung des Staates unterliegen, auf dessen Territorium sie sich aufhalten. Das Prinzip der konsularischen Rechtsprechung war im 19. Jahrhundert am weitesten verbreitet und wurde bis zur Mitte des 20. Jahrhunderts schrittweise abgeschafft.

## Historische Informationen
Die konsularische Rechtsprechung als vertraglich fixiertes Prinzip ging historisch auf die als Kapitulationen des osmanischen Reiches bezeichneten Abkommen zurück, die ab dem 16. Jahrhundert zwischen dem Osmanischen Reich und verschiedenen europäischen Ländern und später auch den Vereinigten Staaten geschlossen wurden. Sie wurde im 19. Jahrhundert von den meisten europäischen Staaten auf ihre Kolonien und auf andere abhängige Gebieten wie Ägypten während der britischen Herrschaft ausgeweitet. Darüber hinaus galt sie aber auch in den Ländern des Nahen Ostens sowie in fernöstlichen Ländern wie beispielsweise Japan, in denen historisch bedingt vorrangig das dem Territorialitätsprinzip entgegengesetzte Personalitätsprinzip die Grundlage der nationalen Rechtsprechung darstellte. Die stärkste Ausprägung der konsularischen Rechtsprechung entwickelte sich in den von den europäischen Kolonialmächten betriebenen Vertragshäfen in Asien.
Da die Konsulargerichtsbarkeit einen erheblichen Eingriff in die Hoheitsrechte des Gastlandes auf seinem eigenen Territorium darstellte und darüber hinaus von den Gastländern als eine Form der Fremdbestimmung empfunden wurde, wurde sie ab dem Ende des 19. Jahrhunderts schrittweise abgebaut. Die vollständige Abschaffung erfolgte beginnend mit dem Ersten Weltkrieg in der ersten Hälfte des 20. Jahrhunderts. Die Konsulargerichtsbarkeit endete in Ägypten in Teilbereichen bereits 1876 mit der Einführung der Gemischten Gerichtshöfe, vollständig jedoch erst 1949, in der Türkei 1923, in Thailand 1927 und in Persien 1928. In China erfolgte der Verzicht der Vereinigten Staaten und der europäischen Ländern hingegen erst zwischen 1943 und 1947 infolge des Zweiten Weltkrieges. Zu den letzten aufgegebenen Systemen konsularischer Rechtsprechung zählte 1956 der Verzicht der USA in Marokko und zum Ende des Jahres 1961 die Abschaffung der entsprechenden Privilegien Großbritanniens im Sultanat Oman. Die Konsulargerichtsbarkeit ist somit gegenwärtig nur noch von rechtstheoretischem und ‑historischem Interesse.

## Juristische Aspekte
Die Konsulargerichtsbarkeit beruhte entweder auf bilateralen Staatsverträgen zwischen Herkunfts- und Gastland oder auf der gewohnheitsrechtlichen Duldung durch das Gastland. Eine weitere Voraussetzung war die durch ihr Herkunftsland erteilte Ermächtigung der betreffenden konsularischen Vertretung zur Durchführung der Rechtsprechung. Sie umfasste in der Regel alle zivil-, handels- und strafrechtlichen Verfahren, in die Ausländer verwickelt waren in den Ländern, in denen entweder ihr Herkunftsland oder ein als Schutzmacht fungierendes anderes Land Konsulargerichtsbarkeit ausübte. Grundlage war in der Regel das nationale Recht des Herkunftslandes, ergänzt durch spezifische Regelungen wie das deutsche Reichsgesetz über die Konsulargerichtsbarkeit (KonsGG) in den Fassungen vom 10. Juli 1879 und 7. April 1900.
Die Entscheidungsgewalt hatte dabei je nach Verfahren und Rechtslage entweder der Konsul des Herkunftslandes als Einzelrichter, ein aus dem Konsul und mehreren Beisitzern bestehendes Konsulatgericht oder nationale Gerichte im Herkunftsland. Bei Streitigkeiten zwischen Ausländern aus verschiedenen Staaten mit konsularischer Rechtsprechung im gleichen Gastland war nach dem Grundsatz Actor sequitur forum rei („Der Kläger muss dem Gerichtsstand des Beklagten folgen“) der Konsul des Beklagten zuständig.

## Rechtsweg
Um auch bei Entscheidungen der Konsulargerichte die Möglichkeit einer Berufung oder Appellation zu geben, war entweder die Berufung an inländische Obergerichte (also Gerichte des Entsenderstaates) möglich oder es wurden gesonderte Obergerichte für die Konsulargerichtsbarkeit gebildet. In Österreich-Ungarn diente beispielsweise bis zum Jahr 1855 die k.k. Internuntiatur in Konstantinopel als Obergericht für Appellationen in der Konsularjurisdiktion. Von 1855 bis 1897 war die Berufung stattdessen zu österreichischen Oberlandesgerichten möglich. Ab dem 1. Jänner 1898 wurde in Konstantinopel wieder ein Konsularobergericht eingerichtet.